# Lucien Gillen
Lucien Gillen (Luxemburgo, 7 de octubre de 1928-Luxemburgo, 11 de agosto de 2010) fue un deportista luxemburgués que compitió en ciclismo en las modalidades de pista y ruta. Ganó tres medallas en el Campeonato Mundial de Ciclismo en Pista entre los años 1949 y 1954.

## Medallero internacional
| Campeonato Mundial | Campeonato Mundial     | Campeonato Mundial | Campeonato Mundial         |
| Año                | Lugar                  | Medalla            | Competición                |
| ------------------ | ---------------------- | ------------------ | -------------------------- |
| 1949               | Copenhague (Dinamarca) | Medalla de plata   | Persecución individual (P) |
| 1952               | París (Francia)        | Medalla de bronce  | Persecución individual (P) |
| 1954               | Colonia (RFA)          | Medalla de bronce  | Persecución individual (P) |

## Palmarés

### Pista
- 1948
  - Campeón de Luxemburgo en Persecución 
  - Campeón de Luxemburgo en Velocidad
- 1949
  - Campeón de Luxemburgo en Persecución 
  - Campeón de Luxemburgo en Velocidad
- 1950
  - Campeón de Luxemburgo en Persecución 
  - Campeón de Luxemburgo en Velocidad
- 1951
  - Campeón de Luxemburgo en Persecución 
  - Campeón de Luxemburgo en Velocidad
- 1952
  - Campeón de Luxemburgo en Persecución 
  - Campeón de Luxemburgo en Velocidad 
  - 1.º en los Seis días de Copenhague (con Kay Werner Nielsen)
- 1953
  - 1.º en los Seis días de Copenhague (con Ferdinando Terruzzi)
  - 1.º en los Seis días de Dortmund (con Ferdinando Terruzzi)
  - 1.º en los Seis días de Saint-Étienne (con Ferdinando Terruzzi)
- 1954
  - 1.º en los Seis días de Copenhague (con Ferdinando Terruzzi)
- 1955
  - Campeón de Luxemburgo en Persecución 
  - Campeón de Luxemburgo en Velocidad 
  - 1.º en los Seis días de Berlín (con Ferdinando Terruzzi)
  - 1.º en los Seis días de Gante (con Ferdinando Terruzzi)
- 1956
  - Campeón de Luxemburgo en Persecución 
  - Campeón de Luxemburgo en Velocidad 
  - 1.º en los Seis días de Copenhague (con Gerrit Schulte)
- 1959
  - 1.º en los Seis días de Münster (con Peter Post)
- 1964
  - Campeón de Luxemburgo en Persecución 
  - Campeón de Luxemburgo en Velocidad 
  - 1.º en los Seis días de Montreal (con Robert Lelangue)
  - 1.º en los Seis días de Quebec (con Emile Severeyns)

### Ruta
- 1953
  - Vencedor de una etapa en la Tour de Luxemburgo
- 1955
  - 1.º en el Tour del Oise y vencedor de una etapa